# Треффенберг, Курри Габриель
Ку́рри Габрие́ль Треффенбе́рг (швед. Curry Gabriel Treffenberg; 6 марта 1791, Гётеборг — 28 октября 1875, Стокгольм) — шведский лейтенант, позднее полковник, один из ранних и непризнанных изобретателей почтовой марки. Член Королевского клуба (англ. The Royal Bachelors' Club) в Гётеборге.

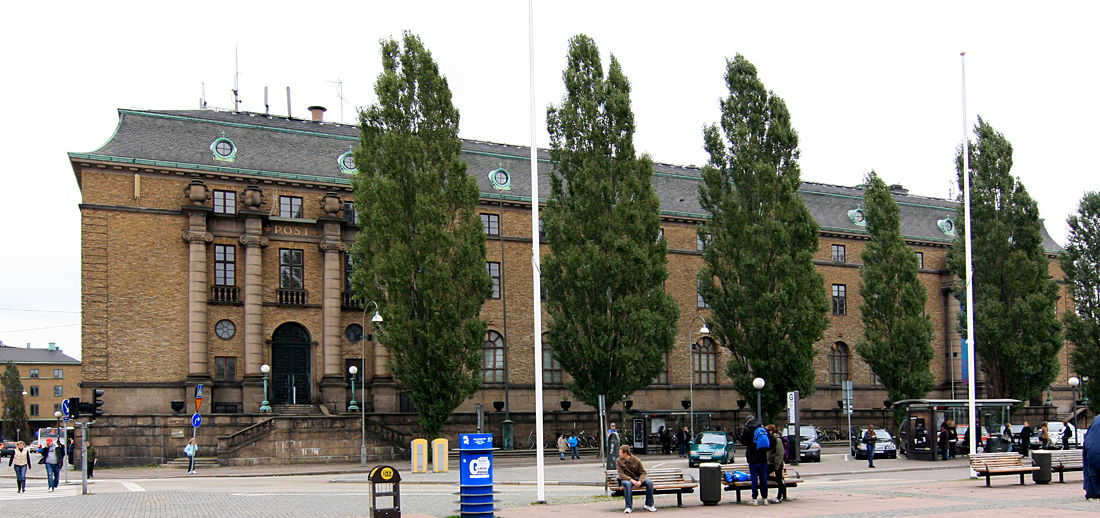
Здание почты в Гётеборге, городе, в котором Курри Треффенберг родился и с которым связана история его семьи

## Биография
Родился в 1791 году в семье полковника шведской армии, командира артиллерийского полка Андерса Леонарда (Леннарта) Треффенберга (швед. Anders Leonard (Lennart) Treffenberg, 1739—1809), родителями которого, в свою очередь, были Йохан Треффенберг (Johan Treffenberg) и Хелена Элисабет Брунберг (Helena Elisabeth Brunberg). Мать Курри Треффенберга — Эмеренция Клементина Штрём (Emerentia Clementina Ström), родителями которой были Габриель Штрём (Gabriel Ström) и Лона Клементина Мауле (Lona Clementina Maule). Братья — Карл Леонард (Carl Leonard Treffenberg, 1793—1870) и Адольф Отто (Adolf Otto Treffenberg, 1794—1880).
Участвовал в военных кампаниях 1808—1809 и 1813—1814 годов. В дальнейшем обучался военному делу, получил звание лейтенанта пехоты в 1819 году и продолжал состоять на военной службе до 1823 года.

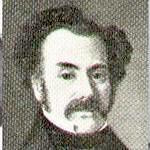

Затем находился на государственной службе в качестве регистратора ломбарда Риксдага (Riksens ständers lånekontor registrator). Однако в 1827 году из-за банкротства был уволен из ломбарда и, опасаясь развернувшегося судебного преследования, переселился в том же году в Копенгаген.
Треффенберг вернулся в Стокгольм в 1874 году и умер 28 октября следующего года.

## Семья
Курри Габриель Треффенберг был дважды женат. Первый его брак с Евой Марией Альберг (Eva Maria Ahlberg) был заключён 17 октября 1819 года в Швеции, и от него он имел двух дочерей, Юлиану (Juliana Maria Charlotta Treffenberg) и Агнес (Agnes Eva Clementina Treffenberg), и двух сыновей, Курри (Nils Curry Engelbrekt Treffenberg) и Андерса (Anders Leonard Curry Otto Treffenberg). Однако первая жена отказалась ехать с Треффенбергом в Данию. Один из его сыновей, Курри Треффенберг (1825—1892), стал известным государственным и политическим деятелем.
Во второй раз Треффенберг женился в 1839 году в Дании, где у него родились три дочери, которые не последовали за отцом при переезде в Стокгольм.

## Проект почтовой марки

Эмблема почтового ведомства Швеции (на дорожном знаке)

Желая усовершенствовать существовавшую в Швеции почтовую систему пересылки писем, Треффенберг обратил своё внимание на штемпельные листы почтовой бумаги, имевшие в то время хождение в Сардинии, которые из-за использовавшегося на них рисунка назывались cavallini («маленькие лошадки»).
23 марта 1823 года лейтенант Треффенберг предложил Риксдагу Швеции проект почтовой реформы, включавший идею выпуска бумажного купона-марки. Проект предусматривал использование «Porto-Charte» — специальных листов бумаги с напечатанной на них маркой предварительной оплаты, которые складывались для отправления по почте в виде конвертов. Знак оплаты на них предполагалось наносить в виде рельефного бескрасочного тиснения или красочного аллегорического рисунка, который было бы сложно подделать.
Этот проект не был утверждён. Центральный почтамт Стокгольма также отклонил это предложение как «нелепое». Однако идея Треффенберга была несомненно использована в 1824 году в качестве основы для введения газетных налоговых печатей, которые не изготавливались в виде отдельных марок, а наносились непосредственно на газеты. Для их дизайна использовался предложенный Треффенбергом для своего проекта рисунок «Три короны» (герб Швеции). Первая настоящая почтовая марка Швеции, с изображением герба Швеции, появилась лишь в 1855 году.

## Память
С середины XX века в Стокгольме существовал Клуб почтовой марки имени Курри Габриеля Треффенберга (Frimärksklubben C. G. T.). Он был организован в 1944 году. К десятилетнему юбилею клуба, 5—10 октября 1954 года, проводилась филателистическая выставка, по случаю которой была сделана частная надпечатка на шведских стандартных марках 1911 года (Sc #96): «FRIMÄRKEN / VÅR HOBBY / C G T / 10 ÅR / STOCKHOLM / 5 — 10 okt. 1954» («Почтовые марки — наше хобби. К. Г. Т. 10 лет. Стокгольм. 5—10 окт. 1954»).